# Полет 409 на „Юнайтед Еър Лайнс“
Полет 409 на „Юнайтед Еър Лайнс“ е редовен полет, който започва от Ню Йорк, щат Ню Йорк с крайна дестинация Сан Франциско, Калифорния с междинни кацания в Чикаго, Денвър и Солт Лейк Сити, Юта. На 6 октомври 1955 г. самолетът, който обслужва полета, „Дъглас DC-4“, се разбива във връх Медисин Боу, близо до Ларами, Уайоминг и убива всички 66 души на борда (63 пътници, 3-ма членове на екипажа). Сред жертвите са и пет жени от Мормонския табернакъл хор и военен персонал.
Причините за инцидента не са напълно известни, защото проучването на останките е затруднено предвид релефа на мястото на катастрофата и екипът за разследване не успява да го посети. Някои от факторите за катастрофата са затъмняване на планината от облаци, турболенция около връх Медисин Боу, която изтласква самолета в планината, и неточност във висотомера, който показва неточна надморска височина и кара пилота да вярва, че е по-високо, отколкото е в действителност.
По това време това е най-смъртоносната авиокатастрофа в историята на американската търговска авиация. Други 66 души умират по-рано същата година при катастрофа на 22 март в Хаваи на военнотранспортен самолет „Дъглас R6D-1 Лифтмайстер“ на Военноморските сили на Съединените американски щати, а 66 също загиват при сблъсък във въздуха на два „Флайънг Бокскарс C-119G“ на ВВС на САЩ над Западна Германия на 11 август, което поставя трите катастрофи като най-смъртоносните авиационни инциденти през 1955 г.
Преди това най-смъртоносният инцидент в историята на САЩ е изчезването през юни 1950 г. на полет 2501 на „Нортуест Ориент Еърлайнс“ над езерото Мичиган, когато 58 умират. На 25 август 2001 г. частно финансирана бронзова мемориална плоча е осветена и поставена по протежение на магистрала „Уайоминг“ 130. Плочата е обърната към планината, където катастрофата се случва.